# Fora da Lei
Fora da Lei (portugiesisch für: „Außerhalb des Gesetzes|Verbieten“) ist ein Dokumentarfilm der portugiesischen Dokumentarfilmerin und Filmhistorikerin Leonor Areal.

## Inhalt
Teresa und Lena leben in einer eheähnlichen Partnerschaft. Beide haben je eine Tochter, von denen eine im gemeinsamen Haushalt lebt, während das Sorgerecht für das andere Kind ihrer Mutter aufgrund gerichtlicher Bedenken vorenthalten wurde. Die beiden Frauen möchten nun in vollem Umfang heiraten, um ihre bürokratische Notlage zu beenden. Sie überreizen dabei jedoch die Grenzen der geltenden Gesetze, wodurch die in prekären Verhältnissen lebende kleine Familie zusätzliche Schwierigkeiten bekommt und immer wieder auf Vorbehalte bei Vermietern, Behörden und Mitmenschen im Alltag stößt.
Alsbald wenden sich die Medien dem Fall der beiden Frauen zu und berichten ausgiebig, was den Betroffenen jedoch nicht nur hilft, sondern auch viel neue Ablehnung einbringt. Es werden die großen medialen Auftritte im Rahmen von Verhandlungen und die daraus resultierenden Folgen gezeigt, doch zeigt der Film auch den normalen Familienalltag zwischen harmonischen und angespannten Momenten, zwischen alltäglichen Sorgen und Routinen und ihren besonderen, von außen einwirkenden Einflüssen und Problemen. Der Zuschauer begleitet die Familie bei ihrem Alltag während ihres Kampfes für ihr Ziel.

## Produktion

### Dreharbeiten, Produktionsnotizen
Die Dreharbeiten für den von der Produktionsfirma Videamus produzierten Film fanden vom 1. Februar bis zum 31. Juli 2006 statt. Drehorte waren die Rua de São Lázaro, das Restaurant Montes Claros, die Vasco da Gama Bridge, sämtlichst in Lissabon gelegen sowie das Centro Comercial Colombo, Benfica, Lissabon, allesamt in Portugal.

### Soundtrack
- Sinfonia, Alegro von Carlos Seixas, interpretiert vom Norwegian Baroque Orchestra (NBO) mit Ketil Haugsand
- Sinfonia, Adagio von Carlos Seixas, arrangiert von José Eduardo Rocha, live interpretiert vom José Eduardo Rocha Ensemble at Sines
- Movimento Perétuo, geschrieben und interpretiert von Carlos Paredes
- Na Corrente, geschrieben und interpretiert von Carlos Paredes[3]

### Veröffentlichung, Auszeichnung
Der Film hatte am 21. Oktober 2006 beim Lissabonner Dokumentarfilm-Festival Doclisboa Premiere, wo er mit einer besonderen Erwähnung ausgezeichnet wurde. Er lief danach auch bei anderen Filmfestivals, u. a. in Toronto und beim Newfest New York LGBT Film Festival. Beim Turiner Torino GLBT Film Festival war er für einen Nachwuchspreis nominiert.
In Spanien wurde der Film in einer limitierten Anzahl im Oktober 2006 erstmals gezeigt, ebenso lief er in Portugal un einer limitierten Anzahl im Januar 2007. Veröffentlicht wurde er zudem im Juni 2007 in Toronto in Kanada und im April 2008 beim Torino GLBT Film Festival in Italien.
2008 erschien der Film auf DVD bei Midas Filmes, umfangreiches Bonusmaterial ist Teil der DVD.

## Rezeption
Der medial beachtete Fall von Teresa und Lena brachte in der portugiesischen Öffentlichkeit das Thema der vollen Gleichberechtigung von gleichgeschlechtlichen Ehen auf die Tagesordnung. Homosexualität in Portugal wurde nach der Nelkenrevolution 1974 nicht mehr verfolgt und 1982 legalisiert.